# Chiasmodon harteli
Chiasmodon harteli és una espècie de peix de la família dels quiasmodòntids i de l'ordre dels perciformes.

## Etimologia
Chiasmodon prové dels mots grecs chiasmos (disposat en diagonal) i odous (dent, dents), mentre que harteli honora la figura de Karsten Hartel en reconeixement de les seues contribucions a la ictiologia (especialment, les referides als peixos d'aigües fondes).

## Descripció
Fa 19,8 cm de llargària màxima. 47-48 vèrtebres (versus 42-46 en les altres espècies del mateix gènere). Es diferencia de Chiasmodon niger per tindre 90-95 porus a la línia lateral (vs. 86-90 i 75-87 en les altres espècies) i de Chiasmodon pluriradiatus i Chiasmodon asper per presentar 13-14 radis a les aletes pectorals (vs. 15-16). Absència d'espínules dèrmiques força petites en els exemplars de més de 48,7 mm de longitud (vs. presència). Musell allargat i punxegut (vs. curt i rom). Línia lateral no interrompuda. 1 ullal als premaxil·lars (vs. 2). 7 porus supraorbitaris (vs. 8 en C. pluriradiatus i 9 en C. asper). 13-16 porus infraorbitaris -normalment 14- (vs. 11-13 en C. subniger).

## Hàbitat i distribució geogràfica
És un peix marí, pelàgic (entre 495 i 1.417 m de fondària) i oceànic, el qual viu a l'Atlàntic occidental i nord-oriental (70°N-30°N, 40°W-11°W), incloent-hi Groenlàndia.

## Observacions
És inofensiu per als humans i el seu índex de vulnerabilitat és baix (14 de 100).